# Rubus grisebachii
Rubus grisebachii är en rosväxtart som beskrevs av Wilhelm Olbers Focke. Rubus grisebachii ingår i släktet rubusar, och familjen rosväxter. Inga underarter finns listade i Catalogue of Life.